# Maciej Grabowski
Pour les articles homonymes, voir Maciej Grabowski (homonymie) et Grabowski.
Maciej Hipolit Grabowski, né le 13 août 1959 à Gdańsk, est un homme politique polonais. Il est ministre de l'Environnement entre 2013 et 2015.

## Biographie

### Formation et vie professionnelle
Il est diplômé de la faculté d'économie des transports de l'université de Gdańsk et de l'école de navigation maritime. Officier de pont de la Polskie Linie Oceaniczne dans les années 1980, il est ensuite professeur à l'université de Gdańsk entre 1994 et 2000, ainsi que vice-président de l'Institut pour l'économie de marché. En 1997, il obtient un doctorat de sciences économiques.

### Parcours politique
Il est nommé conseiller stratégique du président du conseil des ministres Donald Tusk en mars 2008, puis secrétaire d'État du ministère des Finances en novembre suivant. En avril 2013, il prend en plus les fonctions de porte-parole du ministère.
À l'occasion du remaniement ministériel du 27 novembre 2013, Maciej Grabowski est choisi par Tusk comme nouveau ministre de l'Environnement. Il est reconduit lorsque Ewa Kopacz prend la tête de l'exécutif, en septembre 2014.